# Musculus obliquus inferior bulbi

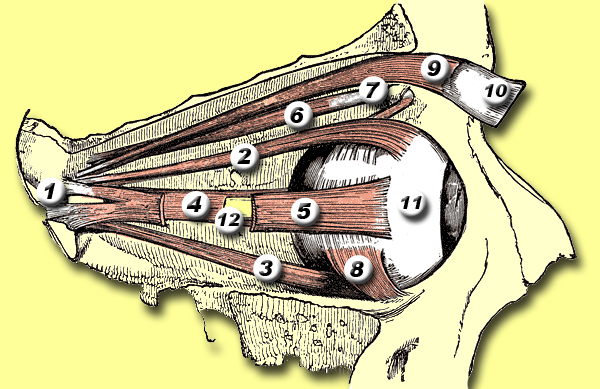
A szemmozgató izmok (a 8-as izom)

A musculus obliquus inferior bulbi egy izom az ember szemüregében (orbita).

## Eredés, tapadás, elhelyezkedés
A facies orbitalis corporis maxillae ered a sulcus lacrimalis maxillae külső részénél. Kifelé, hátra és felfelé fut a musculus rectus inferior és a szemüreg fala között majd az ínhártyán (sclera) tapad a musculus rectus inferior és a musculus rectus lateralis között.

## Funkció
A szemgolyó távolítása, forgatása, emelése és süllyesztése.

## Beidegzés, vérellátás
A ramus inferior nervi oculomotorii idegzi be. Az arteria infraorbitalis és az arteria ophthalmica látja el vérrel.